# Erardo Cócaro
Erardo Cócaro (Dolores, 21 de janeiro de 1961) é um treinador e ex-futebolista profissional uruguaio, que atuava como meia.

## Carreira
Erardo Cócaro se profissionalizou no Progreso.

## Seleção
Erardo Cócaro integrou a Seleção Uruguaia de Futebol na Copa América de 1987, sendo campeão.

## Títulos
Uruguai
- Copa América: 1987